# Lise-Meitner-Gymnasium (Königsbach)
Das Lise-Meitner-Gymnasium befindet sich im Bildungszentrum Königsbach-Stein und ist ein allgemeinbildendes Gymnasium mit vier Zügen. Es liegt in der Gemeinde Königsbach-Stein, zwischen den Städten Karlsruhe und Pforzheim in Baden-Württemberg.

## Schulprofil
Das Lise-Meitner-Gymnasium bietet sowohl ein achtjähriges (G8) als auch ein neunjähriges (G9) Gymnasium an, wobei in der Regel das neunjährige Gymnasium bevorzugt wird. Die Schule bietet ein naturwissenschaftliches Profil an, bei dem die Schülerinnen und Schüler zwischen den Profilfächern NwT (Naturwissenschaft und Technik) oder IMP (Informatik, Mathematik, Physik) wählen können. Zudem gibt es verschiedene Sprachenfolgen, darunter Englisch / Französisch, Englisch / Latein und Englisch / Latein / Spanisch, sowie eine bilinguale Abteilung (deutsch-englisch) ab der Klassenstufe 5.
Als Stützpunktschule für Molekularbiologie und mit einer Streicherklasse für die Klassenstufen 5 und 6 bietet das Lise-Meitner-Gymnasium besondere Schwerpunkte und Förderungen an.

## Schüler und Lehrer
Das Lehrerkollegium umfasst insgesamt 81 Lehrerinnen und Lehrer. Es sind auch einige Fachberater des Regierungspräsidiums/ZSL sowie ein örtlicher Personalrat tätig. Das Lise-Meitner-Gymnasium hat insgesamt 867 Schüler, davon 428 Jungen und 439 Mädchen. Die Kursstufe 1 umfasst 97 Schülerinnen und Schüler, während die Kursstufe 2 80 Schülerinnen und Schüler hat.

## Schulträger und Schulverband
Das Lise-Meitner-Gymnasium gehört zum Schulverband Westlicher Enzkreis, der die Gemeinden Eisingen, Ispringen, Kämpfelbach und Königsbach-Stein umfasst. Der Verbandsvorsitzende ist Bürgermeister Heiko Genthner von der Gemeinde Königsbach-Stein.